# Omar Mascarell
Artikeln följer den spanska namnseden; faderns efternamn är Mascarell och moderns efternamn González.
Omar Mascarell González, född 2 februari 1993, är en spansk-ekvatorialguineansk fotbollsspelare som spelar för Mallorca.

## Karriär
Den 29 juni 2018 värvades Mascarell av Schalke 04, där han skrev på ett fyraårskontrakt. Den 23 augusti 2021 värvades Mascarell av Elche, där han skrev på ett ettårskontrakt.
Den 27 juni 2023 värvades Mascarell av Mallorca, där han skrev på ett treårskontrakt.